# Castanotherium carinatum
Castanotherium carinatum är en mångfotingart som först beskrevs av Pocock 1890.  Castanotherium carinatum ingår i släktet Castanotherium och familjen Zephroniidae. Inga underarter finns listade i Catalogue of Life.